# Crassinarke dormitor
Crassinarke dormitor is de enige soort uit het geslacht Crassinarke van de familie van de sluimerroggen (Narkidae).
Deze slaaprog leeft in het zuiden van de Japanse Zee en in de Zuid-Chinese Zee. Verder is er weinig over deze soort bekend. De soort werd in 1951 voor de wetenschap officieel beschreven.